# Saint-Martin-des-Tilleuls
Pour les articles homonymes, voir Saint-Martin et Tilleul (homonymie).
Saint-Martin-des-Tilleuls est une commune française située dans le département de la Vendée, en région Pays de la Loire.
Ses habitants sont les Saint-Martinois.

## Géographie
Le territoire municipal de Saint-Martin-des-Tilleuls s'étend sur 1 410 hectares. L'altitude moyenne de la commune est de 120 mètres, avec des niveaux fluctuant entre 60 et 189 mètres,.
Saint-Martin-des-Tilleuls est une petite commune rurale du nord-est de la Vendée. À 20 km de Cholet, 60 km de Nantes, 85 km d'Angers et 20 km du parc du Puy-du-Fou.

### Communes limitrophes
| Tiffauges           | Saint-Aubin-des-Ormeaux   |                        |
| Les Landes-Genusson | Saint-Martin-des-Tilleuls | La Verrie (Chanverrie) |
|                     | La Gaubretière            |                        |

### Climat
Pour des articles plus généraux, voir Climat des Pays de la Loire et Climat de la Vendée.
En 2010, le climat de la commune est de type climat océanique altéré, selon une étude du CNRS s'appuyant sur une série de données couvrant la période 1971-2000. En 2020, Météo-France publie une typologie des climats de la France métropolitaine dans laquelle la commune est exposée à un climat océanique et est dans la région climatique  Bretagne orientale et méridionale, Pays nantais, Vendée, caractérisée par une faible pluviométrie en été et une bonne insolation. 
Pour la période 1971-2000, la température annuelle moyenne est de 11,6 °C, avec une amplitude thermique annuelle de 14,3 °C. Le cumul annuel moyen de précipitations est de 834 mm, avec 12 jours de précipitations en janvier et 6,6 jours en juillet. Pour la période 1991-2020, la température moyenne annuelle observée sur la station météorologique de Météo-France la plus proche, sur la commune de Cholet à 16 km à vol d'oiseau, est de 12,3 °C et le cumul annuel moyen de précipitations est de 772,5 mm,. Pour l'avenir, les paramètres climatiques de la commune estimés pour 2050 selon différents scénarios d'émission de gaz à effet de serre sont consultables sur un site dédié publié par Météo-France en novembre 2022.

## Urbanisme

### Typologie
Au 1er janvier 2024, Saint-Martin-des-Tilleuls est catégorisée bourg rural, selon la nouvelle grille communale de densité à sept niveaux définie par l'Insee en 2022.
Elle est située hors unité urbaine. Par ailleurs la commune fait partie de l'aire d'attraction des Herbiers, dont elle est une commune de la couronne,. Cette aire, qui regroupe 15 communes, est catégorisée dans les aires de 50 000 à moins de 200 000 habitants,.

### Occupation des sols
L'occupation des sols de la commune, telle qu'elle ressort de la base de données européenne d’occupation biophysique des sols Corine Land Cover (CLC), est marquée par l'importance des territoires agricoles (95,5 % en 2018), une proportion sensiblement équivalente à celle de 1990 (96,2 %). La répartition détaillée en 2018 est la suivante : 
terres arables (54,4 %), zones agricoles hétérogènes (24,7 %), prairies (16,3 %), zones urbanisées (3,1 %), forêts (1,5 %). L'évolution de l’occupation des sols de la commune et de ses infrastructures peut être observée sur les différentes représentations cartographiques du territoire : la carte de Cassini (XVIIIe siècle), la carte d'état-major (1820-1866) et les cartes ou photos aériennes de l'IGN pour la période actuelle (1950 à aujourd'hui).

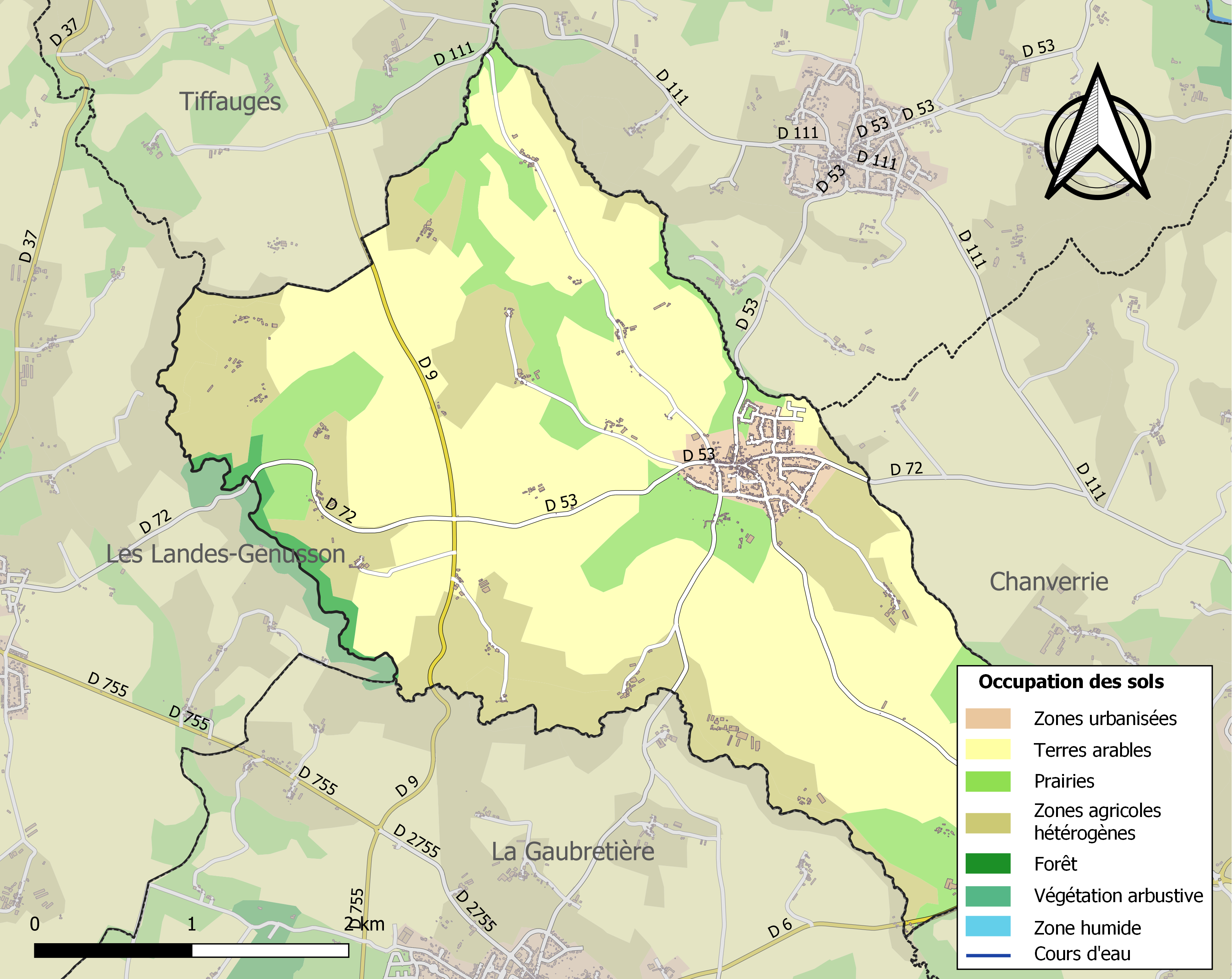
Carte des infrastructures et de l'occupation des sols de la commune en 2018 (CLC).

## Toponymie
Durant la Révolution, la commune, alors nommée Saint-Martin-Lars, porte le nom de Lars-la-Valeur.
La commune changea son nom de Saint-Martin-Lars au profit du celui de Saint-Martin-Lars-en-Tiffauges, assurément pour la distinguer d'un autre Saint-Martin-Lars qui devint Saint-Martin-Lars-en-Sainte-Hermine.
En 1931, la commune se choisit un nom plus court, Saint-Martin-des-Tilleuls.

## Héraldique
| Blason | Blasonnement : Coupé : au premier, parti : au premier d'argent aux trois fasces d'azur et au second de sable à la bande d'argent chargée de quatre fusées du champ accolées et posées en barre ; au second, de gueules aux trois croisettes pattées d'argent. |

## Politique et administration

### Liste des maires
| Période                                  | Période  | Identité          | Étiquette | Qualité           |
| ---------------------------------------- | -------- | ----------------- | --------- | ----------------- |
| mars 2001                                | mai 2020 | Emmanuel Auvinet, |           | retraité agricole |
| mai 2020                                 | En cours | Alain Landreau    |           | retraité          |
| Les données manquantes sont à compléter. |          |                   |           |                   |

## Population et société

### Démographie

#### Évolution démographique
L'évolution du nombre d'habitants est connue à travers les recensements de la population effectués dans la commune depuis 1800. Pour les communes de moins de 10 000 habitants, une enquête de recensement portant sur toute la population est réalisée tous les cinq ans, les populations de référence des années intermédiaires étant quant à elles estimées par interpolation ou extrapolation. Pour la commune, le premier recensement exhaustif entrant dans le cadre du nouveau dispositif a été réalisé en 2004.

En 2022, la commune comptait 1 144 habitants, en évolution de +7,72 % par rapport à 2016 (Vendée : +5,33 %, France hors Mayotte : +2,11 %).
| 1800 | 1806 | 1821 | 1831 | 1836 | 1841 | 1846 | 1851 | 1856 |
| ---- | ---- | ---- | ---- | ---- | ---- | ---- | ---- | ---- |
| 385  | 509  | 453  | 405  | 451  | 498  | 516  | 573  | 609  |

| 1861 | 1866 | 1872 | 1876 | 1881 | 1886 | 1891 | 1896 | 1901 |
| ---- | ---- | ---- | ---- | ---- | ---- | ---- | ---- | ---- |
| 618  | 632  | 621  | 607  | 678  | 716  | 750  | 736  | 695  |

| 1906 | 1911 | 1921 | 1926 | 1931 | 1936 | 1946 | 1954 | 1962 |
| ---- | ---- | ---- | ---- | ---- | ---- | ---- | ---- | ---- |
| 664  | 660  | 665  | 639  | 626  | 607  | 600  | 611  | 635  |

| 1968 | 1975 | 1982 | 1990 | 1999 | 2004 | 2006 | 2009 | 2014  |
| ---- | ---- | ---- | ---- | ---- | ---- | ---- | ---- | ----- |
| 648  | 595  | 674  | 719  | 758  | 857  | 885  | 945  | 1 031 |

| 2019  | 2022  | - | - | - | - | - | - | - |
| ----- | ----- | - | - | - | - | - | - | - |
| 1 082 | 1 144 | - | - | - | - | - | - | - |

#### Pyramide des âges
La population de la commune est relativement jeune.
En 2018, le taux de personnes d'un âge inférieur à 30 ans s'élève à 41,0 %, soit au-dessus de la moyenne départementale (31,6 %). À l'inverse, le taux de personnes d'âge supérieur à 60 ans est de 18,8 % la même année, alors qu'il est de 31,0 % au niveau départemental.
En 2018, la commune comptait 563 hommes pour 512 femmes, soit un taux de 52,37 % d'hommes, largement supérieur au taux départemental (48,84 %).
Les pyramides des âges de la commune et du département s'établissent comme suit.
| Hommes | Classe d’âge | Femmes |
| ------ | ------------ | ------ |
| 0,2    | 90 ou +      | 0,4    |
| 3,5    | 75-89 ans    | 4,9    |
| 15,0   | 60-74 ans    | 13,8   |
| 19,2   | 45-59 ans    | 18,1   |
| 22,8   | 30-44 ans    | 20,0   |
| 17,8   | 15-29 ans    | 16,1   |
| 21,5   | 0-14 ans     | 26,8   |

| Hommes | Classe d’âge | Femmes |
| ------ | ------------ | ------ |
| 0,8    | 90 ou +      | 2,2    |
| 8,7    | 75-89 ans    | 11,1   |
| 20,3   | 60-74 ans    | 21,3   |
| 20     | 45-59 ans    | 19,4   |
| 17,5   | 30-44 ans    | 16,8   |
| 15     | 15-29 ans    | 13,2   |
| 17,7   | 0-14 ans     | 16,1   |

## Lieux et monuments
- La chapelle des Martyrs (guerre de Vendée). La guerre de Vendée fit 50 victimes dans le village.
- Château fortifié de La Rainerie XVIe. Château du marquis de La Bretesche au XVIIe.
- Ancien château du Châtelier : portail Louis XIV.
- L'église Saint-Martin, construite en 1891.
- La place à demi-fermée est entourée de beaux tilleuls. Elle a été conservée comme autrefois.

## Personnalités liées à la commune
- Claude Bernard (1935-), auteur de chants pour la liturgie catholique et ancien infirmier de secteur psychiatrique français[21] est né dans la commune.